# Uwaki na Honey Pie
Singles de Country Musume ni Konno to Fujimoto (Morning Musume)
Bye Bye Saigo no Yoru
(2002) Senpai ~Love Again~
(2003)
 Uwaki na Honey Pie  (浮気なハニーパイ) est le 9e single du groupe de J-pop Country Musume, et son premier en tant que Country Musume ni Konno to Fujimoto (Morning Musume) avec Asami Konno et Miki Fujimoto de Morning Musume en invitées.

## Présentation
Le single sort le 24 juillet 2003 au Japon sur le label zetima, écrit et produit par Tsunku. Il atteint la 7e place du classement de l'oricon, et reste classé pendant six semaines, se vendant à 41 324 exemplaires durant cette période.
C'est le premier disque du groupe avec la nouvelle membre Miuna, et avec les deux nouvelles invitées Asami Konno et Miki Fujimoto de Morning Musume qui remplacent désormais Rika Ishikawa, qui a quitté le groupe après deux années de présence. La chanson-titre figurera d'abord sur la compilation commune du Hello! Project Petit Best 4 de fin d'année, puis sur les compilations Country Musume Daizenshū 2 de 2006 et Country Musume Mega Best de 2008. La chanson en « face B » est une nouvelle version ré-interprétée avec la nouvelle formation de la chanson-titre du single Koi ga Suteki na Kisetsu sorti par le groupe trois ans auparavant.

## Membres
- Asami
- Mai Satoda
- Miuna
- Asami Konno
- Miki Fujimoto

## Liste des titres
1. Uwaki na Honey Pie  (浮気なハニーパイ?)
2. Koi ga Suteki na Kisetsu (2003 Version)  (恋がステキな季節...?)
3. Uwaki na Honey Pie (Instrumental) (浮気なハニーパイ...?)